# Cebolais de Cima e Retaxo
Cebolais de Cima e Retaxo (oficialmente: União das Freguesias de Cebolais de Cima e Retaxo) é uma freguesia portuguesa do município de Castelo Branco, com 25,12 km² de área e 1609 habitantes (censo de 2021). A sua densidade populacional é 64,1 hab./km².

## História
Foi constituída em 2013, no âmbito de uma reforma administrativa nacional, pela agregação das antigas freguesias de Cebolais de Cima e Retaxo e tem a sede em Cebolais de Cima.

## Demografia
A população registada nos censos foi:
| Distribuição da População por Grupos Etários | Distribuição da População por Grupos Etários | Distribuição da População por Grupos Etários | Distribuição da População por Grupos Etários | Distribuição da População por Grupos Etários | Distribuição da População por Grupos Etários |
| -------------------------------------------- | -------------------------------------------- | -------------------------------------------- | -------------------------------------------- | -------------------------------------------- | -------------------------------------------- |
| Antes da agregação                           |                                              |                                              |                                              |                                              |                                              |
| Ano                                          | 0-14 anos                                    | 15-24 anos                                   | 25-64 anos                                   | >= 65 anos                                   | Total                                        |
| 2001                                         | 211                                          | 256                                          | 1215                                         | 655                                          | 2337                                         |
| 2011                                         | 130                                          | 135                                          | 897                                          | 707                                          | 1869                                         |
| Após a agregação                             |                                              |                                              |                                              |                                              |                                              |
| Ano                                          | 0-14 anos                                    | 15-24 anos                                   | 25-64 anos                                   | >= 65 anos                                   | Total                                        |
| 2021                                         | 124                                          | 86                                           | 688                                          | 711                                          | 1609                                         |

## Geografia
Freguesia de ligeira predominância urbana, dispõe dos mais variados equipamentos e serviços, como posto de GNR, farmácia, escola primária, posto de combustível, caixa multibanco e lar de terceira idade.
Esta união de freguesias constituíu um importante polo industrial do setor têxtil, e do qual existe agora um museu, o MUTEX - Museu dos Têxteis que preserva essa memória e património.
A nível cultural conta com um rancho folclórico e uma banda filarmónica em Retaxo, e de um rancho folclórico, uma associação de caça e pesca e dois grupos de motociclistas em Cebolais de Cima. Ao nível desportivo existe a Associação Desportiva e Recreativa de Retaxo que compete em competições federadas de futsal, e também o Indústria Futebol Clube Cebolense, que realiza várias atividades desportivas, tendo um passado ligado ao futebol federado.

## Coletividades
Cebolais de Cima
- Associação de Escoteiros de Portugal - Grupo 624
- Associação de Motociclistas Cristãos - Núcleo de Castelo Branco
- Associação Desportiva de Caça e Pesca de Cebolais de Cima
- Grupo de Motorizadas Andorinhas do Pônsul
- Indústria Futebol Clube Cebolense
- Rancho Etnográfoco de Cebolais de Cima
- Grupo Motard Fiadores

Retaxo
- Associação Cultural e Social Rancho Folclórico de Retaxo
- Associação de Caça e Pesca de Retaxo
- Associação Desportiva e Recreativa de Retaxo
- Associação Filarmónica Retaxense